# 기공 (대체 의학)

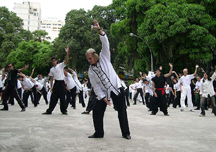

기공(氣功)은 선가(禪家)에 전해 내려온 공력의 한 종류로 호흡법이 큰 비중을 차지한다.호흡법을 이용하여 심신을 다스리는 체조이다.
의학적으로 기운을 다루는 운기법에 기준을 두고 분류를 해보면, 크게 내과 영역이라고 할 수 있는 '내가 기공'과 외과의 영역이라고 할 수 있는 '외가 기공' 2가지로 분류가 된다. 대한민국에서는 1980년대 소설 단(丹)이 큰 인기몰이를 하며 단전호흡 열풍이 불어서 넓리 알려졌다. 1994년 당시 KBS방송을 통해 소개된 적이 있다.

## 주의 사항
무협지에 나오는 수준의 실력자가 아니더라도 초심자의 급수를 넘어서는 수준에 이르렀으나 기운을 체내에서 크게 잘못 다루면 주화입마(走火入魔)에 빠져서 내상(內傷)을 입을 수도 있다. 기혈(氣穴)과 관련된 문제이므로 동양 의학적인 해결책으로 대응할 수 있다. 수련 시에 문제가 생긴 경우에는 즉시 수련을 중단해야 하고 상급자의 도움을 받는 것이 좋다.

## 같이 보기
- 내공
- 단(丹)